# Evgenij Rjumin
Evgenij Vladimirovič Rjumin (in russo Евгений Владимирович Рюмин?; 1937) è un ex schermidore sovietico, vincitore di una medaglia d'oro ai campionati mondiali di scherma.